# Rhyacionia jenningsi
Rhyacionia jenningsi is een vlinder uit de familie van de bladrollers (Tortricidae). De wetenschappelijke naam van de soort is voor het eerst geldig gepubliceerd in 1978 door Powell & Miller.